# Meroita nyelv
A meroita (vagy meroitikus, meroéi) nyelv az ókori Núbia területén beszélt és írott holt, nagyrészt a mai napig megfejtetlen nyelv. Óegyiptomi szövegekben feljegyzett núbiai nevek arra utalnak, hogy legkésőbb a Kr. e. 2. évezredben egyes törzsek Felső-Núbiában ezt a nyelvet beszélték. A nyelv a Kusita Királyság bukása után legkésőbb a Kr. u. 6. században kihalt, ugyanakkor valószínűleg távoli kapcsolatban áll az ónúbiai nyelvvel.
A meroita nyelv volt a Kusita királyság (az ókori Meroé) hivatalos nyelve. A Kr. e. 2. század végére létrehozták a nyelv írásos formáját, a kőemlékeken alkalmazott hieroglif írást és a kurzív meroita írást. Az első datálható meroita felirat Shanakadakheto királynő uralkodása korából származik.

## A meroita írás

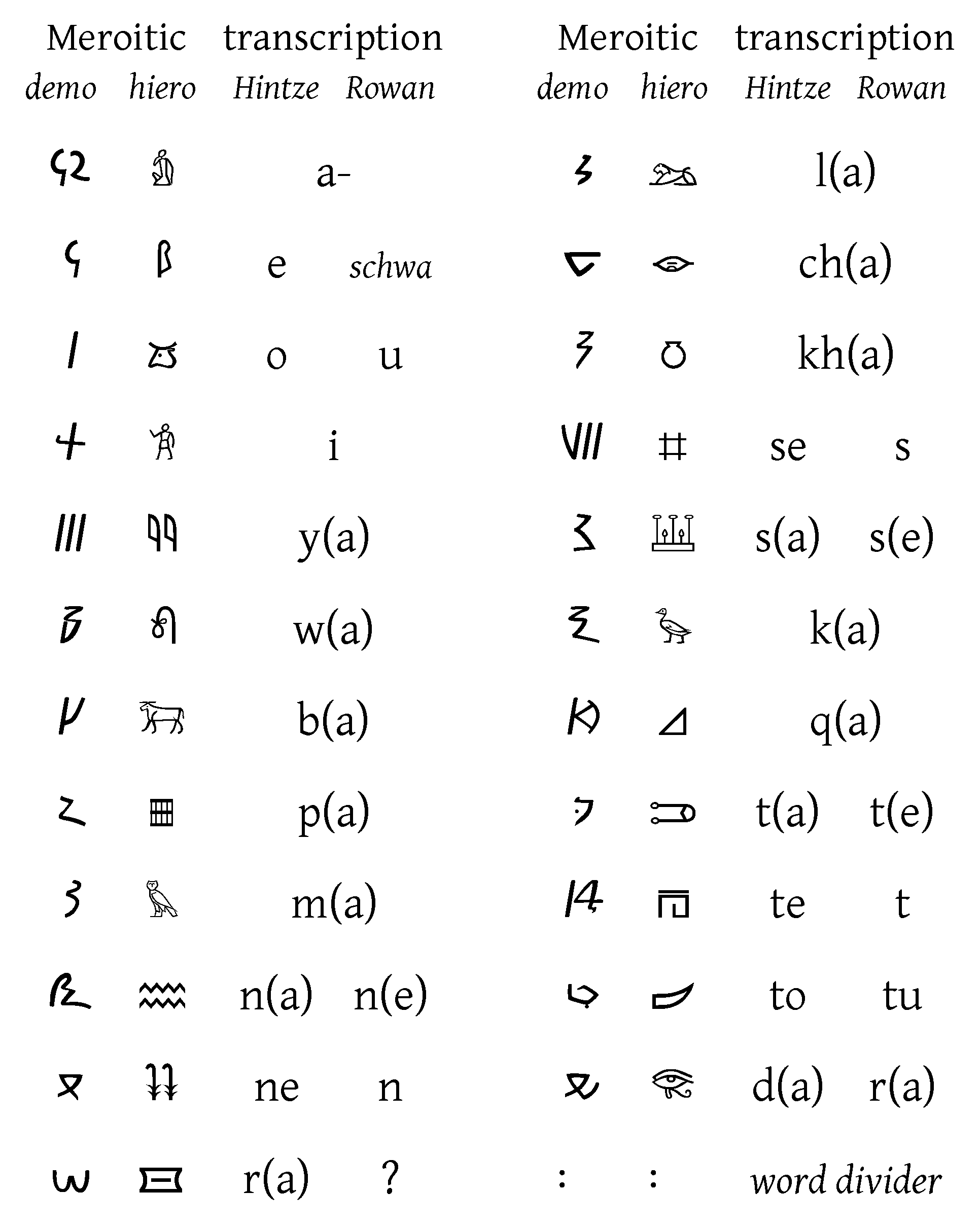
A hieroglif és kurzív meroita írásjelek

A meroita írás megfejtése 1911-ben Francis L. Griffith angol egyiptológus nevéhez fűződik, aki az Alsó-Núbiában talált feliratokon gyakran párhuzamosan meroita és egyiptomi hieroglifákkal is kartusba felírt kusita királynevek alapján azonosította a jelek hangértékét.
A meroita írás 23 karaktert használ. A jelek hangértékeket jelölnek, vagy egy hangot, vagy egy mássalhangzót és egy magánhangzót.  A hieroglif írásjelek az óegyiptomi mintához hasonlóan egy-egy tárgy vagy élőlény képét formázzák. Az írás iránya jobbról balra, vagy a monumentális feliratokon föntről lefele és jobbról balra tart. 
Az klasszikus óegyiptomi hieroglif írástól eltérően az élőlényeket ábrázoló hieroglifák háttal állnak a szövegben az írás olvasási irányának.